# 122
122 — невисокосний рік, що почався в четвер за григоріанським календарем.
Римська імперія •  Парфянське царство •  Кушанське царство •  Східна Хань •  Сармати

## Геополітична ситуація
Римську імперію очолює імператор Адріан (до 138). Імперія  займає Апеннінський, Піренейський та Балканський півострови, Галлію, частину Британії, Близький Схід, Північну Африку включно з Єгиптом. 
Наймогутніша держава центральної Азії — Парфянське царство. Наймогутніша держава Індостану — Кушанське царство. Династія Хань править у Китаї.  Корейський півострів ділять між собою Три корейські держави. 
Триває докласичний період цивілізації мая.
На території майбутньої України, в степах Причорномор'я, кочують сармати, північніше — племена Черняхівської культури.

## Події

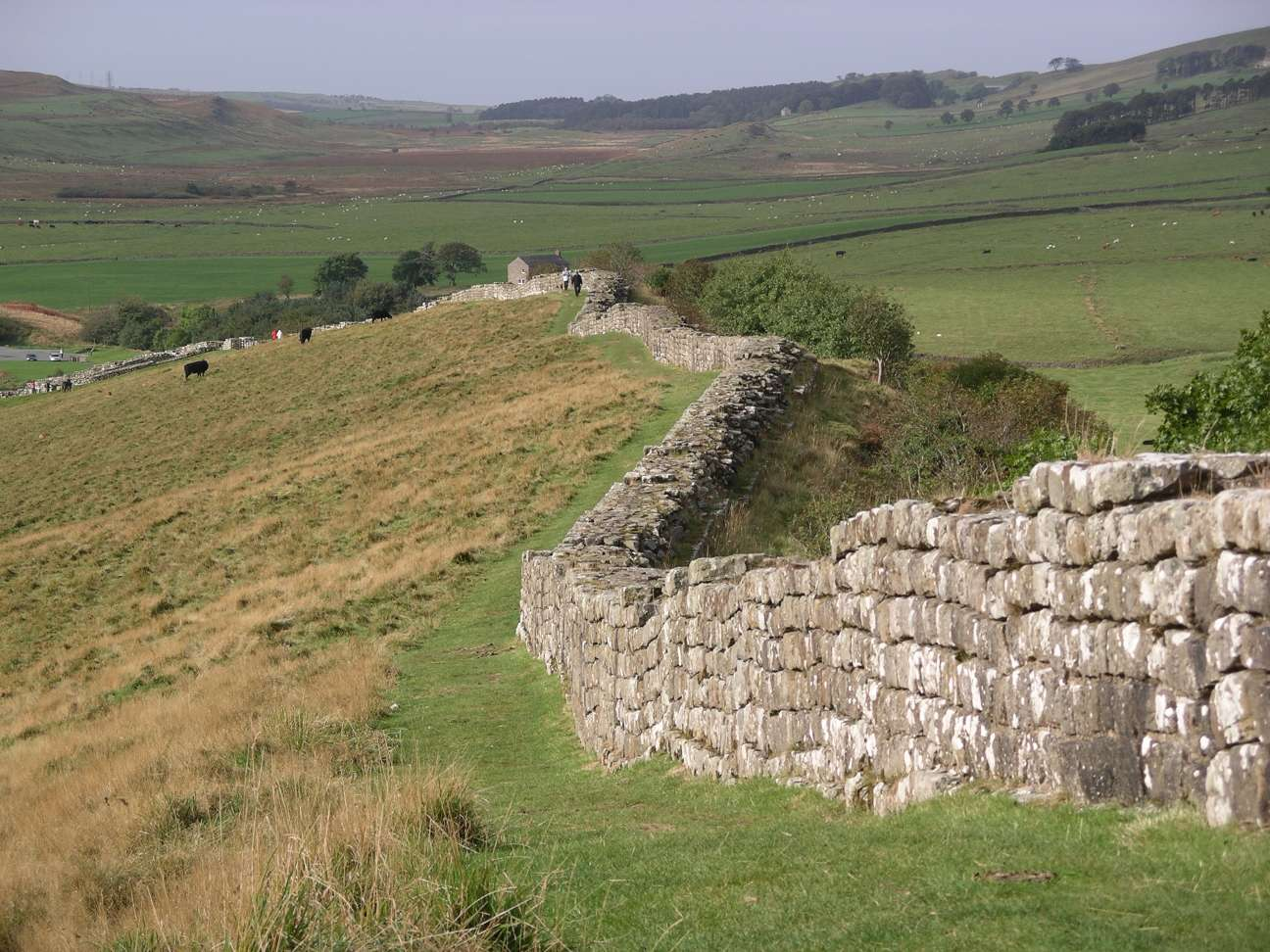
Адріанів вал

### Рмська імперія
- Консулами імперії були Маней Ацилій Авіола та Корнелій Панса.
- Весною імператор Адріан повернувся до Верхньої Германії через Норік та Рецію й вирушив до Нижньої Германії, в ході поїздки проводячи інспекцію оборонних споруд[1].
- Адріан відвідав Британію[1]. Там він віддав розпорядження про початок спорудження на півночі Британії захисної стіни. Ця споруда, що отримала назву «Адріанів вал», мала на меті обороняти римську провінцію від набігів кельтських племен піктів та скотів з півночі. Адріан відмовився від захоплених територій в Шотландії[2].
- Адріан проїхав через усю Галлію й попрямував до Іспанії. Кінець року він проводить в Тарраконі[3].
- Почалося будівництво «Адріанового валу» від Солвея до Тайн.

### Китай
- У Китаї зміна назви епохи Jiànguāng (建 光) на Yánguāng (延光).
- Набіг сяньбі.

## Померли
- Катайр Мор (дата приблизна) — Верховний король Ірландії.